# Dingus, quello sporco individuo
Dingus, quello sporco individuo (Dirty Dingus Magee) è una commedia western del 1970, tratta dal romanzo The Ballad of Dingus Magee di David Markson, con Frank Sinatra nella parte del fuorilegge Dingus e George Kennedy in quella dello sceriffo che tenta di catturarlo.